# Амбросій Брейгель
Амбросій Брейгель (Ambrosius Brueghel, 1617 —9 лютого 1675) — фламандський художник, представник бароко.

## Життєпис
Походив з художньої родини Брейгель. Син відого художника Яна Брейгеля Старшого та Катарина ван Марієнбург. Народився у 1617 році (було хрещено 10 серпня). Разом з іншими братами ще з дитинства став учнем батька, працював в його майстерні. 1625 року втратив батька, який помер від епідемії холери.
У 1639 році вирушив до Італії, де вдосконалював свої знання та отримував замовлення у місцевої знаті. По поверненню тривалий час працював разом зі зведеним братом Яном та Давідом Тенірсом Молодшим.
1645 році стає членом гільдії художників Святого Луки. У 1649 році одружується з Анною-Марією ван Трієс. У 1650 році отримував замовлення у Парижі, де перебував деякий час. У 1653 році обирається деканом антверпенської гільдії художників Святого Луки. Надалі обіймав цю посаду у 1665, 1671 й 1673 роках. Помер в Антверпені у 1675 році.

## Творчість
Здебільшого копіював стиль батька, майже не ухиляючись від нього. на картинах присутні зображення пейзажу, алегоричні сцени. Втім уславився цей художник завдяки своїм ландшафтним творам.